# Latvijas valsts meži
Latvijas valsts meži (рус. Латвийские государственные леса) — акционерное общество, которое занимается управлением коммерчески используемых лесов, принадлежащих Латвии.
Образовано постановлением Кабинета министров Латвийской Республики в октябре 1999 года.
В функции предприятия входит уход за лесами и их восстановление, выращивание и продажа лесных деревьев, семян и декоративных саженцев, управление денежными средствами, выделяемыми на содержание лесов.
Предприятие управляет лесными угодьями площадью в 1,4 млн гектаров, при этом общая площадь земель, которыми оно управляет, составляет 1,62 млн гектаров.
Имеет различные структурные подразделения и дочерние предприятия, такие как «LVM Mežs», «LVM Apaļkoksnes piegādes», «LVM Sēklas un stādi», «LVM Rekreācija un medības», «Jaunmoku pils» и др.
Территориально подразделяется на восемь лесных хозяйств, из которых крупнейшим является лесное хозяйство в Каздангской волости на юге Курземе, с 13 участками общей площадью более 247 тыс. га.